# Köllsdorf
Köllsdorf ist eine zur Stadt Bad Lausick gehörige Siedlung im sächsischen Landkreis Leipzig. Sie wurde bereits um 1840 eingemeindet und wird heute nicht als eigenständiger Ortsteil geführt.

## Geografie

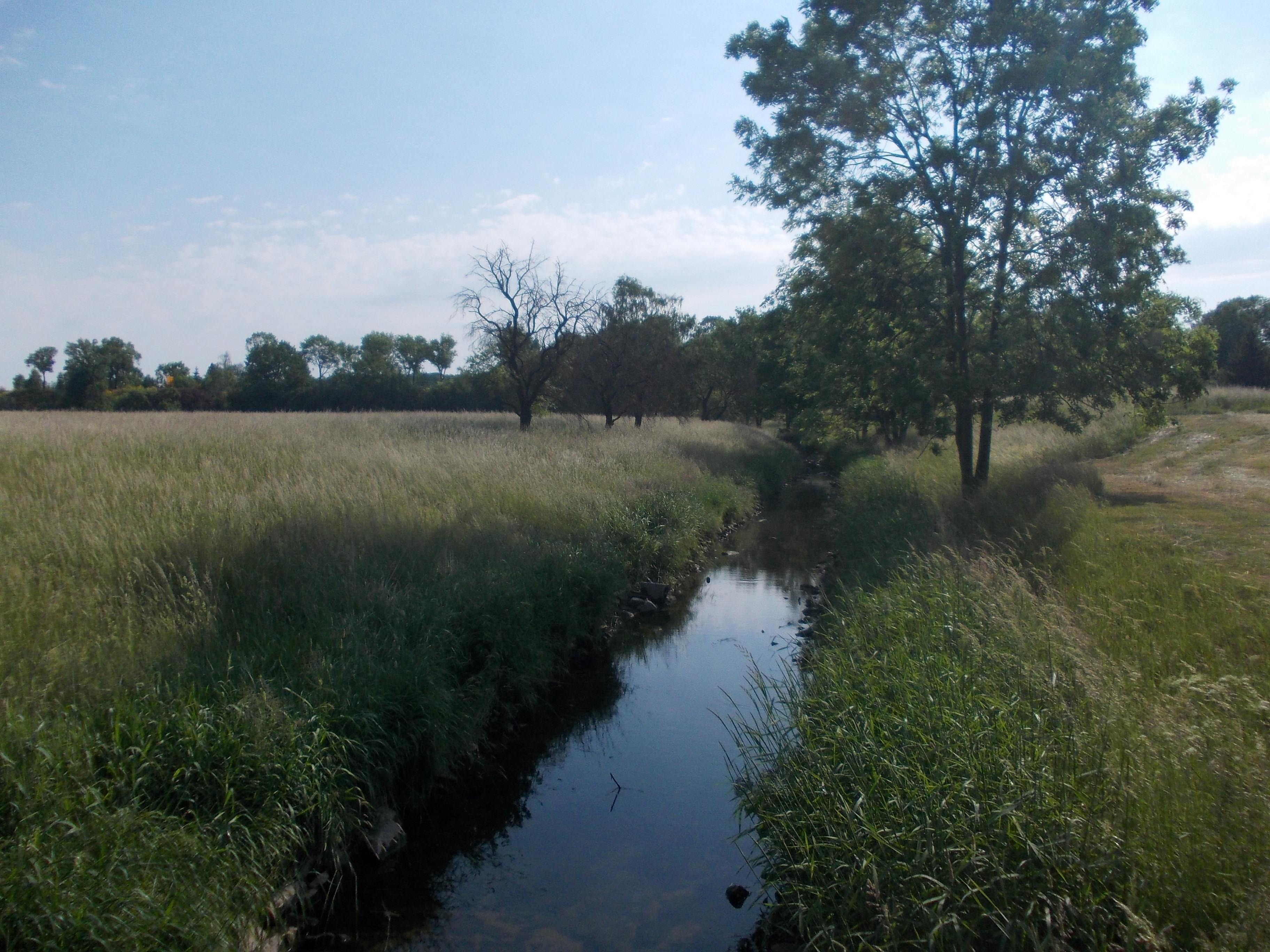
Steingrundbach bei Köllsdorf

### Geografische Lage
Köllsdorf liegt nordwestlich von Bad Lausick im Sächsischen Burgen- und Heideland. Südlich der Siedlung verläuft der Hanggraben, im Südwesten befindet sich der See Kaoline.

### Nachbarorte
| Steinbach     | Lauterbach                                  |             |
| Wüstungsstein | Kompassrose, die auf Nachbargemeinden zeigt | Etzoldshain |
| Heinersdorf   |                                             | Bad Lausick |

### Nahverkehr
Köllsdorf wird durch den öffentlichen Nahverkehr nicht bedient.

## Geschichte

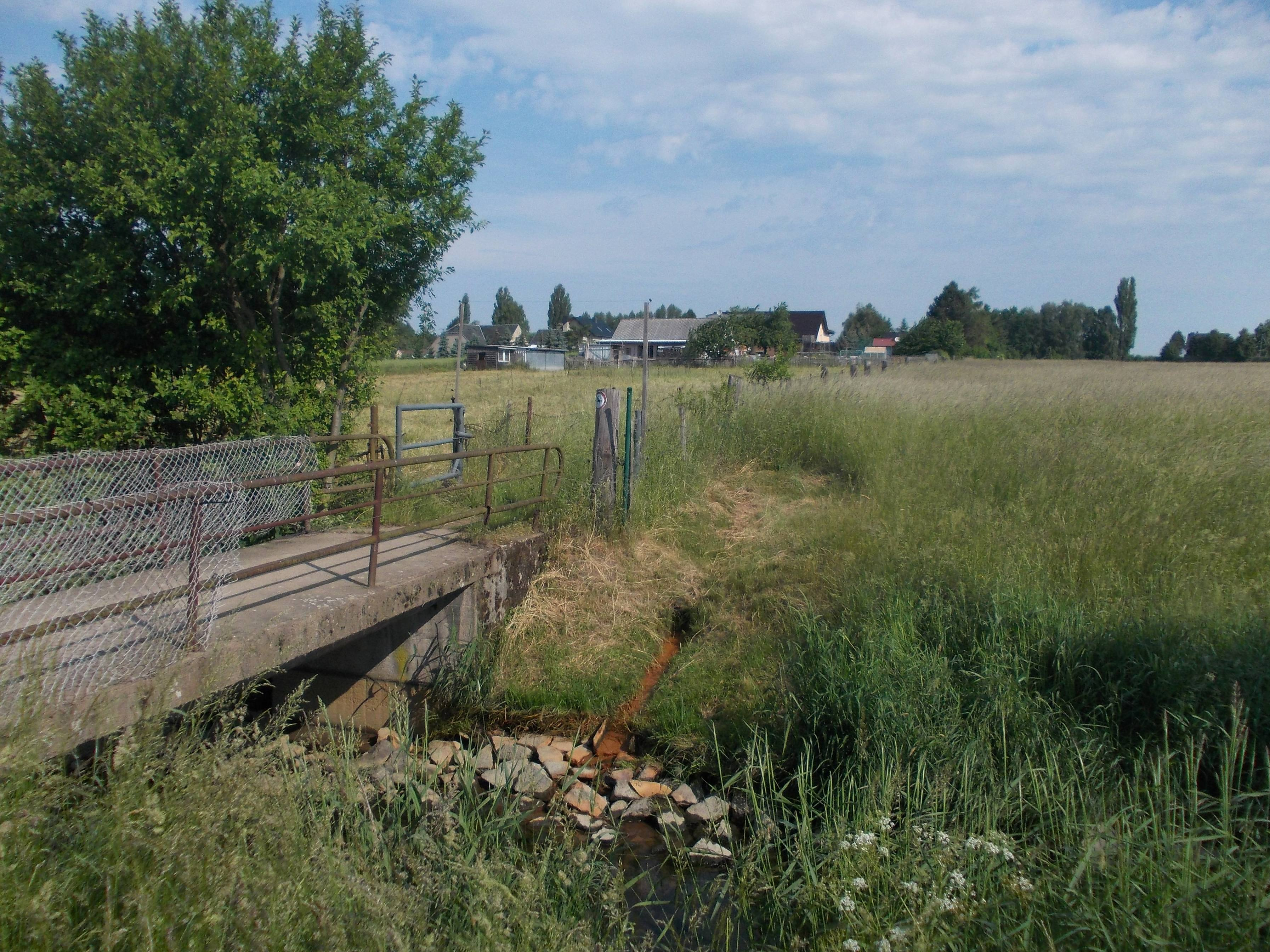
Steingrundbach mit Köllsdorf im Hintergrund

Köllsdorf wurde in den Jahren 1096/1150 als Cloveldechesdorf erwähnt. Um 1548 wurde der Ort als Wüstung genannt. Die wüste Mark Köllsdorf gehörte im Jahr 1764 zur Grundherrschaft der Pfarre Lausick. Köllsdorf gehörte bezüglich der Grundherrschaft bis 1856 zum kurfürstlich-sächsischen bzw. königlich-sächsischen Amt Colditz. Bei den im 19. Jahrhundert im Königreich Sachsen durchgeführten Verwaltungsreformen wurden die Ämter aufgelöst. Dadurch kam das um 1840 nach Lausick eingemeindete Köllsdorf im Jahr 1856 unter die Verwaltung des Gerichtsamts Lausick und 1875 an die neu gegründete Amtshauptmannschaft Borna. Im Jahr 1875 lebten 89 Personen in Köllsdorf. Zur Blütezeit des Kohleabbaus und der Kalkbrennerei in und um Lausick befanden sich in Köllsdorf 36 Gruben und 20 Kalkbrennöfen.
Durch die zweite Kreisreform in der DDR im Jahr 1952 wurde Köllsdorf als Stadtteil von Bad Lausick dem Kreis Geithain im Bezirk Leipzig angegliedert, der ab 1990 als sächsischer Landkreis Geithain fortgeführt wurde. Am 1. Januar 1994 erfolgte die Umgliederung von Bad Lausick mit seinen Stadt- und Ortsteilen in den Kreis Grimma, der am 1. August 1994 im Muldentalkreis und 2008 im Landkreis Leipzig aufging.